# Human Be-In

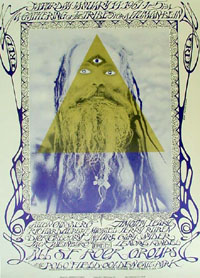
Cartel del Human Be-In por Michael Bowen

El Human Be-In (por su nombre en inglés, pero esto se refiere a un evento donde las personas van y "simplemente son", dentro del sentido de ser, espiritualmente) fue un evento que ocurrió en los campos de Polo del Golden Gate Park en San Francisco, el 14 de enero de 1967. 
Fue un evento preliminar al Verano del Amor en San Francisco, el cual hizo a Haight-Ashbury un símbolo de la contracultura americana y le dio la connotación de "sicodélico" a los suburbios de aquel entonces.